# St Marys (Nuovo Galles del Sud)
St Marys è un sobborgo di Sydney occidentale a Sydney, nello Stato del Nuovo Galles del Sud in Australia. È a 45 km a ovest dal Distretto affaristico centrale di Sydney, nell'area governativa locale della Città di Penrith.